# Exortae in ista
Exortae in ista (latim: "Surgiram nestes"; subtitulado Da denúncia de infiltração maçônica entre os fiéis brasileiros) foi uma encíclica papal endereçada ao episcopado do Brasil, promulgada em 20 de abril a 1876. O documento reafirmara a posição da Igreja acerca da incompatibilidade entre o catolicismo e a maçonaria, e foi ponto focal do episódio que se tornou conhecido com a Questão religiosa. No texto, o pontífice admoestava os prelados a reformarem as irmandades leigas de suas dioceses, eliminando os membros maçons, sobretudo nas circunscrições eclesiásticas de Olinda e Belém, nas quais, segundo aduz Pio IX, teria havido uma profunda infiltração maçônica. 